# 김희원 (축구 선수)
김희원(한국 한자: 金熙元, 1994년 7월 12일 ~ )은 대한민국의 축구 선수이며, 포지션은 공격수다.

## 축구인 경력

### 초기
언남고등학교, 경희고등학교 축구부를 거쳐 2012년 서울남부리그에서 34골 넣으며 득점왕을 차지하고 청주대학교 축구부에 입단 하였다. U리그에서 2013년 u리그 중부4권역 득점왕 2015년 2권역 득점왕, 2016년 3권역 득점 2위에 올랐다.
2017년 6월 10일 부천 FC 1995와의 원정경기에서 교체 투입되며 프로 데뷔 무대를 가졌다. 2017년 6월 18일 수원 FC와의 경기에서 선발 명단에 들면서, 프로 데뷔 후 첫 선발 경기를 치렀다. 그러나 경기 시작후 24분 만에 퇴장을 당하는 불명예를 안았다. 2018년 1월 8일 자유계약대상자로 풀려났다.

### FC 안양
2018년 1월 12일 김희원은 FC 안양에 자유 계약으로 합류하였다.